# Distretto di Môngônmor't
Il distretto di Môngônmor't è uno dei ventisette distretti (sum) in cui è suddivisa la provincia del Tôv, in Mongolia. Conta una popolazione di 1.902 abitanti (censimento 2007).